# Vallam (Chengalpattu)
Vallam es una ciudad censal situada en el distrito de Chengalpattu en el estado de Tamil Nadu (India). Su población es de 7745 habitantes (2011). Se encuentra a 55 km de Chennai y a 40 km de Kanchipuram. 

## Demografía
Según el censo de 2011 la población de Vallam era de 7745 habitantes, de los cuales 3853 eran hombres y 3892 eran mujeres. Vallam tiene una tasa media de alfabetización del 86,26%, superior a la media estatal del 80,09%: la alfabetización masculina es del 92,73%, y la alfabetización femenina del 79,94%.